# Verbandsgemeinde Landstuhl (1971-2019)
La comunità amministrativa di Landstuhl (Verbandsgemeinde Landstuhl) era una comunità amministrativa della Renania-Palatinato, in Germania.
Faceva parte del circondario di Kaiserslautern.
A partire dal 1º luglio 2019 è stata unita alla comunità amministrativa Kaiserslautern-Süd per costituire la nuova comunità amministrativa Landstuhl.

## Suddivisione
Comprendeva 5 comuni:
1. Bann;
2. Hauptstuhl;
3. Kindsbach;
4. Landstuhl (città);
5. Mittelbrunn;
6. Oberarnbach.

Il capoluogo era Landstuhl.